# Josef Kalt
Josef Kalt (20. september 1920 - 21. februar 2012) var en schweizisk roer.
Kalt vandt (sammen med sin lillebror Hans Kalt) sølv i toer uden styrmand ved OL 1948 i London. Jack Wilson og Ran Laurie fra Storbritannien vandt guld, mens Felice Fanetti og Bruno Boni fra Italien fik bronze. Det var de eneste lege Kalt deltog i.

## OL-medaljer
- 1948:  Sølv i toer uden styrmand